# Pandolfo Petrucci
Pour les articles homonymes, voir Petrucci.

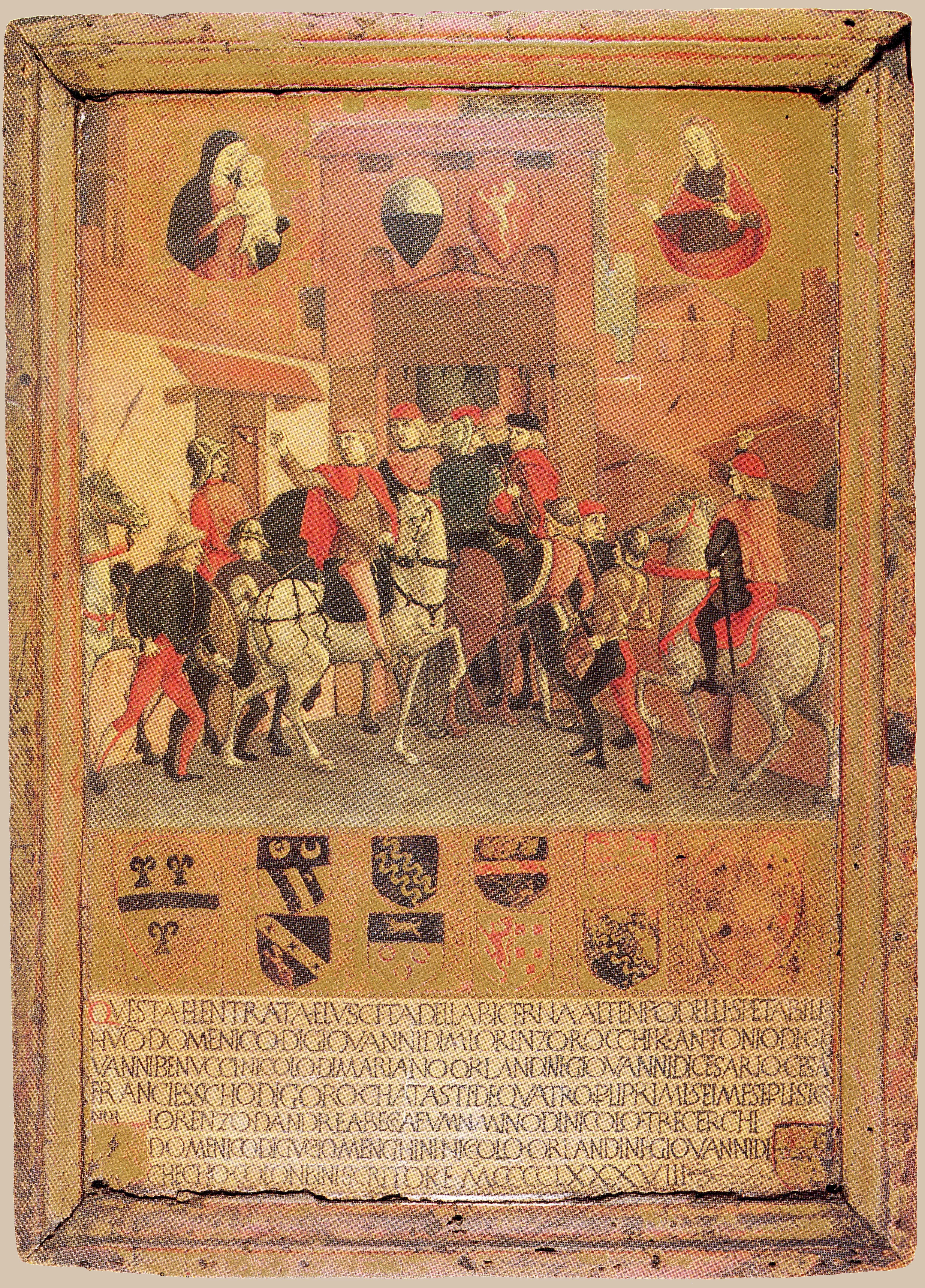
Le Retour des Noveschi à Sienne (prise de pouvoir de Pandolfo Petrucci représenté sur une tavoletta di Biccherna (Archives de l'État de Sienne).

Pandolfo Petrucci (en italien : Pandolfo Petrucci), né en 1452 à Sienne et mort en 1512 à San Quirico d'Orcia, est un homme politique de la république de Sienne, un des nombreux États de la péninsule italienne au XVe siècle. Il est le principal dirigeant à Sienne de 1487 à sa mort.

## Biographie

### Mariage et descendance
Il épouse Aurelia Borghese, fille de Nicola (1432-1500), patricien de Sienne et comte du Saint-Empire[réf. nécessaire].
Il est le père de Burgesio Petrucci, qui épouse Vittoria Piccolomini, de Borghese Petrucci son successeur, et le grand-père d'Agnès Petrucci mariée à Alessandro Sozzini.[réf. nécessaire]

## Jugements des contemporains sur Petrucci
Pandolfo Petrucci fut un moderatore, homme politique de Sienne dont il géra le gouvernement[pas clair], en suscitant chez ses contemporains des sentiments opposés : pour ses amis et alliés, il est un Sol oriens  (« Soleil levant ») et un Defensor libertatis (« défenseur de la liberté ») de la république de Sienne. Pour ses adversaires, c'est un tyran et un opportuniste, prêt à renverser les amitiés et les alliances suivant les circonstances.